# 호세 과달루페 오수나 밀란
호세 과달루페 오수나 밀란 (José Guadalupe Osuna Millán, 1955년 12월 10일 ~ )은 멕시코의 경제학자이자 국민행동당 소속의 정치인이다. 현재 멕시코, 바하칼리포르니아주의 주지사로 재임중이다.
오수나는 바하칼리포르니아 자치 대학교(Universidad Autónoma de Baja California)에서 경제학 학사 학위를 받았으며 IPN (Instituto Politécnico Nacional)에서 경제학 전공으로 석사 학위를 받았다.